# Гуарабира (микрорегион)
Гуарабира (порт. Microrregião de Guarabira) — микрорегион в Бразилии, входит в штат Параиба. Составная часть мезорегиона Сельскохозяйственный район штата Параиба. 
Население составляет 	164 827	 человек (на 2010 год). Площадь — 	1290,953	 км². Плотность населения — 	127,68	 чел./км².

## Демография
Согласно сведениям, собранным в ходе переписи 2010 г. Национальным институтом географии и статистики (IBGE), население микрорегиона составляет:						
| Полное население                             | Полное население                             | Полное население                             | Полное население                             | 164 827 |
| -------------------------------------------- | -------------------------------------------- | -------------------------------------------- | -------------------------------------------- | ------- |
| в том числе:                                 | Городское население                          | 118 772                                      | Процент городского населения, %              | 72,06   |
|                                              | Сельское население                           | 46 055                                       | Процент сельского населения, %               | 27,94   |
|                                              | Мужское население                            | 80 703                                       | Процент мужского населения, %                | 48,96   |
|                                              | Женское население                            | 84 124                                       | Процент женского населения, %                | 51,04   |
| Плотность населения, чел/км²                 | Плотность населения, чел/км²                 | Плотность населения, чел/км²                 | Плотность населения, чел/км²                 | 127,68  |
| Население микрорегиона в % к населению штата | Население микрорегиона в % к населению штата | Население микрорегиона в % к населению штата | Население микрорегиона в % к населению штата | 4,38    |

## Статистика
- Валовой внутренний продукт на 2003 год составляет 396 048 210,00 реалов (данные: Бразильский институт географии и статистики).
- Валовой внутренний продукт на душу населения на 2003 год составляет 2488,18 реалов (данные: Бразильский институт географии и статистики).
- Индекс развития человеческого потенциала на 2000 год составляет 0,603 (данные: Программа развития ООН).

## Состав микрорегиона
В составе микрорегиона включены следующие муниципалитеты:
1. Алагоинья
2. Арасажи
3. Белен
4. Кайсара
5. Куйтежи
6. Дуас-Эстрадас
7. Гуарабира
8. Лагоа-ди-Дентру
9. Лоградору
10. Мулунгу
11. Пилойнзиньюс
12. Пирпиритуба
13. Серра-да-Раис
14. Сертанзинью